# ألفرد تيبور
ألفرد تيبور (بالإنجليزية: Alfred Tibor)‏ هو لاعب جمباز فني أمريكي، ولد في 10 فبراير 1920 في Konyár ‏ في المجر، وتوفي في 18 مارس 2017.